# Asesinato de empleados de la embajada israelí en Washington DC
El asesinato de empleados de la embajada israelí en Washington D. C. fue un ataque ocurrido a las 21:08 horas del 21 de mayo de 2025, en donde un hombre armado con una pistola abrió fuego contra un grupo de personas afuera del Museo Judío de la Capital, matando a dos miembros del personal de la Embajada de Israel.
Las dos víctimas, un hombre alemán-israelí de 30 años llamado Yaron Lischinsky y una mujer estadounidense de 26 años llamada Sarah Milgrim, eran una pareja que pronto se comprometería y que había estado presente en una Recepción de Jóvenes Diplomáticos organizada por el Comité Judío Estadounidense antes del tiroteo.
El equipo de seguridad del evento detuvo a un individuo sospechoso, un residente de Chicago de 31 años, quien exclamó «Free, free Palestine!» mientras era arrestado y puesto bajo custodia. Según informaron las autoridades locales, el incidente está siendo investigado en colaboración con la Oficina Federal de Investigaciones (FBI) como un posible acto de violencia dirigida.

## Antecedentes
El Museo Judío de la Capital, que alberga el edificio original de la Congregación Adas Israel —la sinagoga más antigua que aún existe en Washington D. C., inaugurada en 1876—, es una institución cultural judía que abrió aproximadamente dos años antes del ataque. Este a menos de una milla del Capitolio y a aproximadamente 1,3 millas (2 km) de la Casa Blanca. Los directivos del museo en los días anteriores expresaron su preocupación por la seguridad debido a la temática judía del museo y a una nueva exposición LGBTQ.
El museo fue sede de una conferencia organizada por el Comité Judío Americano (AJC), dirigida a jóvenes profesionales, titulada «Recepción de Jóvenes Diplomáticos AJC ACCESS». Según la invitación oficial, el objetivo del encuentro era reunir a «jóvenes profesionales judíos y a la comunidad diplomática de Washington D. C. para una velada dedicada a fomentar la unidad y celebrar la herencia judía».
JoJo Kalin, miembro de la junta directiva del AJC y uno de los principales organizadores del evento, señaló que el enfoque central fue la construcción de una coalición solidaria con el pueblo palestino en el contexto del conflicto bélico en curso. Por su parte, el AJC caracterizó la velada como un cóctel de networking entre profesionales emergentes y representantes diplomáticos, centrado en la diplomacia humanitaria en la región de Oriente Medio y el Norte de África (MENA).
Además, desde los ataques del 7 de octubre de 2023 y el inicio de la guerra de Gaza, se ha producido un marcado aumento global del antisemitismo, junto con incidentes violentos contra judíos. La Embajada de Israel en Washington D.C, ha sido escenario de varias protestas desde el inicio de la guerra, incluida la autoinmolación de Aaron Bushnell.

## Tiroteo

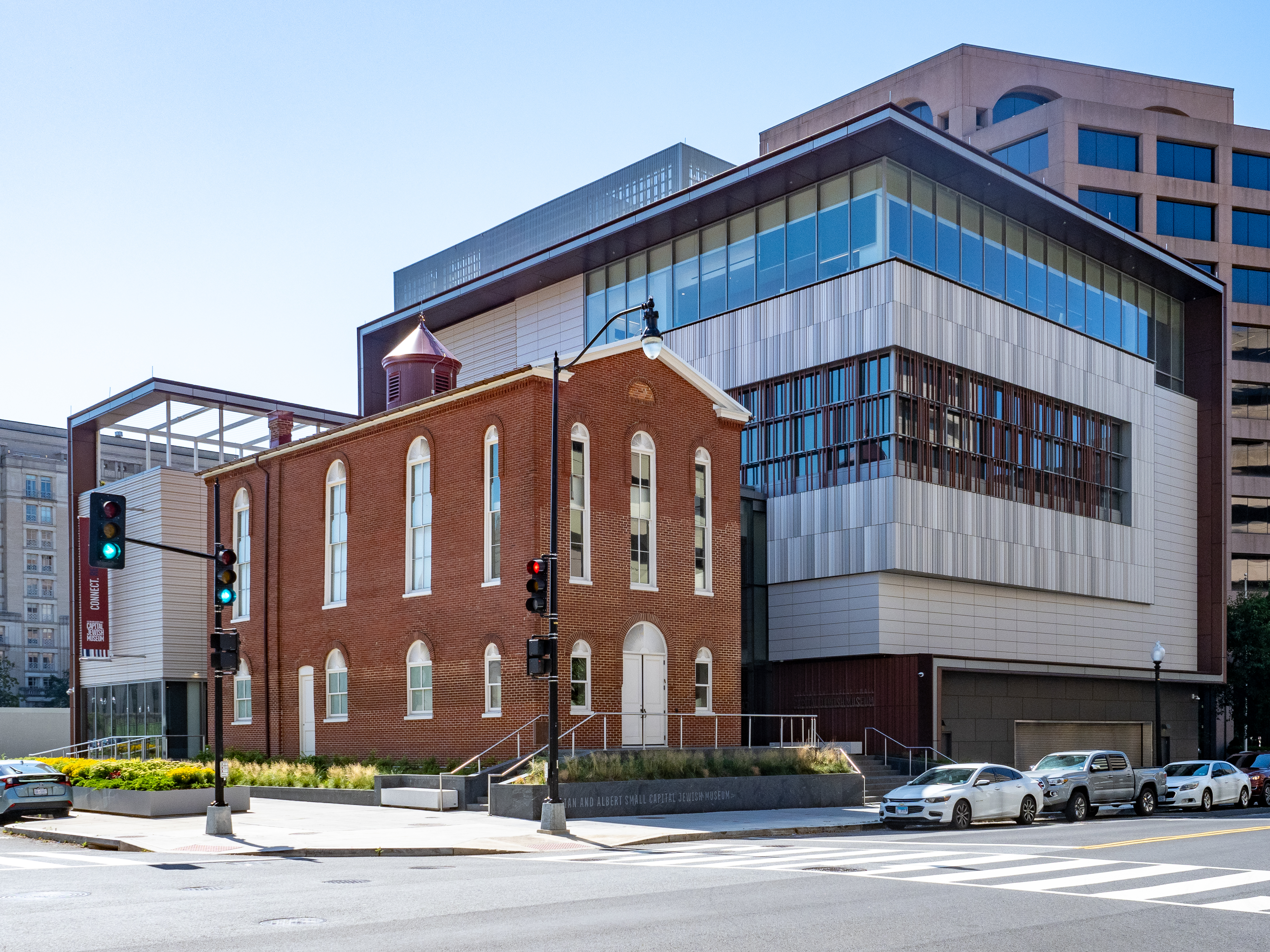
El Museo Judío de la Capital en 2024

Según la jefa del Departamento de Policía Metropolitana, Pamela Smith, el sospechoso arrestado en la escena del tiroteo había estado caminando de un lado a otro afuera del Museo Judío Lillian; Albert Small Capital antes del asesinato.
Aproximadamente a las 9:08 p. m. del 21 de mayo de 2025,  el agresor abrió fuego con una pistola contra cuatro personas, dos de las cuales —Yaron Lischinsky y Sarah Milgrim, una pareja y ayudantes de la embajada de Israel— fueron asesinados a tiros cuando salían del museo.  Según la acusación del Tribunal de Distrito de los Estados Unidos para el Distrito de Columbia, después de que el sospechoso disparara primero a la pareja, Milgrim logró arrastrarse y sentarse, antes de que el agresor recargara y le disparara a Milgrim varias veces más.
Otros funcionarios del gobierno israelí afirmaron que otros empleados de la embajada resultaron heridos en el tiroteo.  Las imágenes de las cámaras de vigilancia mostraron al agresor disparando varias veces contra Lischinsky y Milgrim, inclinándose y disparándoles de nuevo mientras intentaban arrastrarse para alejarse de él. Según el FBI, el sospechoso recargó su arma una vez durante el tiroteo, disparando 21 balas con un arma de fuego de calibre 9 mm.  Los agentes que acudieron al lugar encontraron a las víctimas inconscientes y sin respirar, a pesar de los esfuerzos por salvarles la vida; ambos fueron declarados muertos en el lugar.
Según Smith, tras el tiroteo, el sospechoso entró al museo y fue interceptado por personal de seguridad antes de ser detenido. Un guardia de seguridad lo dejó entrar, creyéndolo un transeúnte inocente y una víctima.  Testigos presenciales en el museo afirmaron que el sospechoso parecía angustiado y que inicialmente lo habían ayudado y le habían dado agua  antes de identificarse como el tirador y pedir la presencia policial.  Momentos antes de ser detenido, sacó una keffiyeh roja de estilo palestino y declaró que «lo había logrado». Vídeos de testigos muestran al sospechoso coreando «Free Palestina» y «Libertad, libertad, Palestina» mientras era detenido. Según se informa, desechó el arma utilizada en el tiroteo, pero luego informó a la policía dónde se encontraba; la policía recuperó el arma.

## Víctimas
Las dos víctimas, Yaron Lischinsky y Sarah Milgrim, eran pareja. Lischinsky era un empleado germano-israelí de la Embajada de Israel, que trabajó durante unos dos años como asistente de investigación, con responsabilidades que incluían el seguimiento de los acontecimientos en Oriente Medio. Lischinsky tenía madre cristiana y padre judío. Milgrim, judía estadounidense, tenía amigos cercanos palestinos e israelíes. Comenzó a trabajar en la Embajada de Israel a finales de 2023, coordinando viajes a Israel. Amigos y colegas de Lischinsky y Milgrim afirmaron que ambos estaban dedicados a la diplomacia y al proceso de paz en Israel.  El evento al que asistieron la noche del tiroteo se organizó para debatir cómo «las organizaciones multirreligiosas pueden colaborar para llevar ayuda humanitaria a regiones devastadas por la guerra como Gaza».

## Sospechoso
Un hombre de 30 años originario de Chicago fue detenido como sospechoso luego de ser interceptado por el personal de seguridad durante un evento. Según una declaración oficial, cuando los agentes de la Policía Metropolitana de Washington D. C se acercaron inicialmente para proceder con su arresto, el individuo declaró: «Lo hice por Palestina, lo hice por Gaza, estoy desarmado». Mientras era escoltado fuera del lugar, desplegó una kufiyya roja y comenzó a gritar: «¡Libertad, libertad para Palestina!».
Los primeros reportes indican que el sujeto no tenía antecedentes ni contactos previos con la policía.
El detenido nació y creció en Chicago, y obtuvo un título universitario en literatura inglesa en la Universidad de Illinois en Chicago. En el pasado trabajó en la Asociación Americana de Información Osteopática, una entidad sin fines de lucro enfocada en la salud. También se desempeñó como investigador en HistoryMakers durante el año 2023, una organización dedicada a la preservación de la memoria oral afroamericana. De acuerdo con información extraída de una página eliminada de LinkedIn, anteriormente colaboró con otras organizaciones no gubernamentales. La dirección de correo electrónico utilizada para acceder a su perfil de LinkedIn también fue empleada para registrarse en Twitter. Se encontraron variaciones del mismo nombre de usuario en otras plataformas sociales, como Clubhouse, donde aparecía su nombre completo y fotografía. En su cuenta de Goodreads figuraban reseñas de libros sobre temas como política, esclavitud, historia de Chicago y maoísmo.
Según una sesión informativa policial, el sospechoso llegó a Washington D. C. el 20 de mayo de 2025 para una conferencia, posiblemente relacionada con su trabajo en AOIA. El padre del sospechoso es miembro del Sindicato Internacional de Empleados de Servicios y veterano de la guerra de Irak. Ambos padres del sospechoso vivían separados y se negaron a hacer declaraciones sobre el tiroteo. El sospechoso estaba registrado como votante en Illinois y, durante las elecciones presidenciales estadounidenses de 2020, donó 500 dólares a la campaña de Joe Biden.
El sospechoso estuvo brevemente (en 2017) asociado con el partido político marxista-leninista Partido para el Socialismo y la Liberación (PSL).  Un artículo de 2017 en su periódico Liberation News describió un discurso suyo en una protesta contra Amazon y lo identificó como «del Partido para el Socialismo y la Liberación»,  aunque en una declaración después del tiroteo, el PSL declaró que no era miembro y que no habían tenido contacto con él durante más de siete años.  Según se informa, el sospechoso también se había pronunciado en contra del tiroteo de Laquan McDonald en una protesta en Chicago en 2017.

### Supuesto manifiesto y cuenta de Twitter
El periodista Ken Klippenstein publicó el supuesto manifiesto del sospechoso, «Escalar por Gaza, traer la guerra a casa», publicado originalmente en Twitter a las 22:00, horas antes de que las autoridades o algún medio de comunicación revelaran su nombre.  El manifiesto afirmaba que los asesinatos eran una protesta política contra el Genocidio de Gaza y el apoyo estadounidense a Israel.
El supuesto manifiesto se compartió en dos publicaciones de Twitter durante la noche del ataque y fue descubierto por el grupo de investigación Gnasher Jew. El manifiesto, fechado el 20 de mayo, elogiaba a Aaron Bushnell, un soldado que se inmoló cerca de la embajada de Israel el año anterior. También condenaba el número de palestinos muertos en la guerra de Gaza y sugería que la cifra podría ser mayor. El manifiesto afirmaba: «Quienes permitimos que esto sucediera nunca mereceremos el perdón de los palestinos. Nos lo han hecho saber».  El manifiesto calificaba a Israel de «estado de apartheid genocida» y acusaba al gobierno estadounidense de ayudarlo, afirmando que una «manifestación armada» contra Israel es algo «sensato» para los estadounidenses. El manifiesto afirma que la protesta no violenta ha influido en la opinión pública, pero no ha cambiado la política estadounidense. El manifiesto también afirmaba que la guerra de Gaza fue el principal motivo del tiroteo y que sus acciones «habrían estado moralmente justificadas si se hubieran llevado a cabo hace 11 años durante la Operación Margen Protector», período durante el cual «se dio cuenta personalmente de nuestra brutal conducta en Palestina». Al final del manifiesto, antes de escribir «Palestina Libre», expresaba su cariño por los padres, la hermana y la familia del autor.
La cuenta de Twitter utilizada para publicar el manifiesto existe desde 2013, pero publicó por primera vez a finales de octubre de 2023, tras el ataque liderado por Hamás contra Israel, incluyendo la etiqueta #FreePalestine.  En 2024, la cuenta compartió un vídeo de asistentes a una discoteca pidiendo el bombardeo de Tel Aviv , describió a Israel como una colonia que debía ser «totalmente extirpada» por un vídeo de expertos israelíes defendiendo la guerra, y afirmó que sería moral bombardear las oficinas de The New York Times con un camión.  Según informes, miembros del Grupo de Trabajo Conjunto contra el Terrorismo están investigando el manifiesto.

## Reacciones

### Nacionales
- El ataque fue descrito por Michael D. Shear en The New York Times como «un ejemplo extremo de lo que los funcionarios encargados de hacer cumplir la ley y otros llaman un aumento global de incidentes antisemitas» que surgieron después del ataque liderado por Hamás el 7 de octubre contra Israel.[55]
- El presidente de Estados Unidos, Donald Trump, condenó los actos mediante una publicación en Truth Social poco después del tiroteo, declarando: «¡Estos horribles asesinatos en Washington D. C., basados obviamente en el antisemitismo, deben terminar YA!». Añadió que «el odio y el radicalismo no tienen cabida en Estados Unidos».[56]
- La Secretaria de Seguridad Nacional de Estados Unidos, Kristi Noem,[57] y la Fiscal General de Estados Unidos, Pam Bondi, prometieron procesar al sospechoso.[42]
- El líder de la minoría del Senado estadounidense, Chuck Schumer, denunció los asesinatos, al igual que la alcaldesa de Washington D. C., Muriel Bowser.[58] El presidente de la Cámara de Representantes de Estados Unidos, Mike Johnson, también condenó el tiroteo, calificándolo de «ataque horrible, obviamente un ataque antisemita».[59]
- El candidato a la alcaldía de la ciudad de Nueva York, Zohran Mamdani, escribió que estaba «horrorizado» por el tiroteo y condenó el antisemitismo, al igual que las representantes Alexandria Ocasio-Cortez y Rashida Tlaib, las tres duras críticas de Israel.[60]
- El periodista Mehdi Hasan, un crítico frecuente de las acciones israelíes, condenó el ataque.[61]
- El director ejecutivo del Comité Judío Estadounidense, Ted Deutch, declaró: «Estamos devastados por un acto de violencia atroz ocurrido fuera del recinto», y el organizador, Jojo Kalin, afirmó: «Es profundamente irónico que estuviéramos hablando de construir puentes y que luego nos golpearan con tanto odio».[42]

### Internacional
El embajador israelí ante las Naciones Unidas, Danny Danon, calificó los asesinatos de «terrorismo antisemita». El presidente israelí, Isaac Herzog, escribió que Israel y Estados Unidos «se mantendrán unidos en defensa de nuestro pueblo y nuestros valores compartidos. El terrorismo y el odio no nos quebrantarán». El primer ministro israelí, Benjamin Netanyahu, condenó el ataque. Afirmó que «ordenó reforzar la seguridad en las embajadas israelíes en todo el mundo». Algunos ministros del gabinete de Netanyahu culparon a los críticos israelíes de la guerra de Gaza de incitar el ataque.  Otras naciones y grupos que condenaron los asesinatos fueron la Unión Europea, Francia, Alemania, India, Italia, los Emiratos Árabes Unidos, Perú y el Reino Unido.